# Zach Callison
Zach Callison es un actor, actor de voz y cantante estadounidense. Es conocido principalmente por ser la voz de Steven en Steven Universe.    

## Filmografía
| Año       | Título                             | Papel                             | Notas          |
| --------- | ---------------------------------- | --------------------------------- | -------------- |
| 2009      | Are You Smarter than a 5th Grader? | Él mismo                          |                |
| 2009–2010 | Diary of a Single Mom              | Ian                               | 19 episodios   |
| 2010      | Scooby-Doo! Mystery Incorporated   | Arthur Baywosenthal (voz)         |                |
| 2010      | Hannah Montana                     | Douglas                           | Invitado       |
| 2010      | Titán Sim-Biónico                  | Arthur (voz)                      |                |
| 2011      | Funny or Die Presents              | Lonni Donovan                     |                |
| 2011      | Perfect Couples                    | Dave joven                        | Invitado       |
| 2011      | I'm in the Band                    | Billy                             | Invitado       |
| 2011      | iCarly                             | Niño de 10 años #1                |                |
| 2012      | Little Brother                     | Ethan                             | Película de TV |
| 2012      | La leyenda de Korra                | Tarrlok (11 años) / Skoochy (voz) | 2 episodios    |
| 2013–2016 | Sofia the First                    | Príncipe James (voz)              | Protagonista   |
| 2013–2020 | Steven Universe                    | Steven Universe (voz)             | Protagonista   |
| 2014      | NCIS: Los Angeles                  | Devin Johnson                     | Invitado       |
| 2015      | Fresh Off the Boat                 | Dan                               | Invitado       |
| 2015      | Henry Danger                       | Chet                              | Invitado       |
| 2015      | Astrid Clover                      | Hipster 2                         |                |
| 2016      | Uncle Grandpa                      | Steven Universe (voz)             | Invitado       |
| 2016      | Elena de Avalor                    | Prince James (voz)                | Invitado       |
| 2016–2017 | Just Add Magic                     | Chuck Hankins                     | 13 episodios   |
| 2016–2018 | Los Goldberg                       | Brian Corbett                     | 5 episodios    |
| 2017      | Micah the Asshole Ghost            | Micah                             |                |
| 2020      | Steven Universe Future (Voz)       | Steven Universe                   |                |

| Año  | Título                                     | Papel                   | Notas                  |
| ---- | ------------------------------------------ | ----------------------- | ---------------------- |
| 2007 | Ghost Image                                | Peatón en Keiner Plaza  |                        |
| 2009 | Land of the Lost                           | Tar Pits Kid            | No acreditado          |
| 2010 | Kingshighway                               | Dominic                 |                        |
| 2010 | Superman/Shazam!: The Return of Black Adam | Billy Batson (voz)      | Cortometraje           |
| 2012 | Rock Jocks                                 | Dylan                   |                        |
| 2013 | Kaze Tachinu                               | Jiro joven (voz)        | Doblaje estadounidense |
| 2013 | All American Christmas Carol               | Bully Johnny            |                        |
| 2014 | Justice League: War                        | Billy Batson (voz)      | Directo a DVD          |
| 2014 | Mr. Peabody & Sherman                      | Rey Tut (voz)           |                        |
| 2015 | The Sound of Magic                         | Niño                    |                        |
| 2015 | A Terrible Fate                            | Ben                     | Cortometraje           |
| 2016 | Hulk: Where Monsters Dwell                 | Eric / Ninja (voz)      |                        |
| 2019 | Steven Universe: The Movie                 | Steven Universe (voz)   |                        |
| 2021 | Batman: El largo Halloween                 | joven Bruce Wayne (voz) |                        |

## Premios y nominaciones
Zach Callison fue nominado en la categoría "Mejor Actuación de Voz (Televisión) - Actor Joven" en la trigésima cuarta entrega de los Young Artist Awards el cual compartió con Jake Sim. También fue nominado a "Mejor Actuación en una Película - Actor de Reparto Joven" por su papel en "Rock Jocks". En 2012, fue nominado a "Mejor Actuación en una serie de Televisión - Actor Joven de 11 a 13" por su papel en Estoy en la Banda.
| Año  | Premio                        | Categoría                                                                                 | Resultado |
| ---- | ----------------------------- | ----------------------------------------------------------------------------------------- | --------- |
| 2012 | Young Artist Awards           | Mejor actuación en una serie de televisión - Actor joven invitado 11-13 (I'm in the Band) | Nominado  |
| 2013 | Young Artist Awards           | Mejor actuación en una película - Actor de Reparto Joven (Rock Jocks)                     | Nominado  |
| 2013 | Young Artist Awards           | Mejor actuación de voz (Televisión) - Actor joven (Sofia the First)                       | Ganador   |
| 2014 | Behind The Voice Actor Awards | Mejor interpretación vocal masculina por un niño (Steven Universe)                        | Ganador   |